# مخشر
مخشهر، روستایی از توابع بخش رحمت آباد شهرستان رودبار در استان گیلان ایران است.
مخشهر روستایی زیبا و تاریخی است که در میان کوه‌های زیبای سرو (درخت زربین) قرار گرفته است و با روستاهای رودخانه (رودبار)، سیدان، کلوس فروش همسایه است.
مخشر در زمان قبل از زلزله ۱۳۶۹ شهرستان رودبار از نظر جمعیتی بسیار شلوغ بود اما بعد از زلزله و ویران شدن خانه‌ها و مرگ بسیاری از آنان، کم‌ کم سایر مردم، مخشهر را به مقصد شهرهای اطراف ترک کردند.
مردم مخشهر گیلک زبان هستند و شغل مردم مخشهر بیشتر کشاورزی و دامپروری است.

## جمعیت
این روستا در دهستان دشتویل قرار دارد و براساس سرشماری مرکز آمار ایران در سال ۱۳۸۵ جمعیت آن ۵۵ نفر (۱۷خانوار) بوده‌است.